# Schwarzerden (Schule)
Schwarzerden war der Name einer staatlich anerkannten Schule für Ergotherapie und Physiotherapie sowie der Rhön-Akademie in Gersfeld. Die Schule wurde 1923 im Poppenhausener Ortsteil Rodholz, Siedlung Schwarzerden, gegründet. Sie bestand kontinuierlich bis in die Gegenwart an ihrem ursprünglichen Standort in Gersfeld. Nach einer Insolvenz im Jahr 2018 wurde die Trägerschaft der Schule von der gemeinnützigen Medischulen GmbH in Fulda übernommen. Seit 2021 hat diese ihren Sitz in Fulda.

## Geschichte
Der Siedlungshof in Schwarzerden gehört zu den alternativen Siedlungsprojekten in der frühen Weimarer Republik mit den Zielen einer jugendbewegten Lebensreform. 1922 kamen Elisabeth Vogler (eine Schwester von Paul Vogler) und Marie Buchhold, die sich aus dem Studium in Darmstadt kannten, nach einem gescheiterten Projekt in Frankenfeld bei Gernsheim nach Poppenhausen, begannen mit Gesundheitsfürsorge für Berufstätige, pachteten den Hof Schwarzerden zur Landwirtschaft und stellten handwerkliche Produkte mit Marta Neumayer her (Bastmatten und Körbe). 1925 erwarben sie den Hof, gründeten eine Genossenschaft und begannen zusätzlich ein Kinderluftbad. 1927 öffnete die Gymnastikschule, für die Rudolf von Laban Ideengeber einer „Tanzfarm“ war. Die Gymnastik sollte in die soziale Arbeit integriert werden, anders als in der parallelen Siedlung Loheland. 1928/29 zog die Einrichtung um in den größeren Bodenhof bei Gersfeld. Die staatlich anerkannte Schule wuchs auch in der NS-Zeit, teilweise in Kooperation mit der NSV. Der Ansatz weiblicher Körperpflege wurde geschätzt. Die Bedeutung der Landwirtschaft trat völlig zurück.
1946 wurde der Schulbetrieb wieder zugelassen und ständig erweitert oder reformiert zu einer der führenden Schulen für Gymnastiklehrer in Deutschland. Das Programm wechselte aber häufig zu neuen Inhalten. Träger bis 1951 war die Frauensiedlung Schwarze Erde, danach ein Trägerverein.
Im Jahre 2018 wurde nach einer Insolvenz die Schule durch die gemeinnützige Medischulen GmbH übernommen. Seit Herbst 2021 findet deren Schulbetrieb in Fulda statt, im ehemaligen Gebäude der Rhön-Energie. Der alte Standort in der Rhön wurde von der Genossenschaft Sonnerden für ein Mehrgenerationenprojekt gekauft.